# Саболова, Вероника
Вероника Саболова (словац. Veronika Sabolová, 20 марта 1980, Кошице, Кошицкий край) — словацкая саночница, выступавшая за сборную Словакии с 1995 года по 2011-й. Участница трёх зимних Олимпийских игр, многократная призёрша национального первенства.

## Биография
Вероника Саболова родилась 20 марта 1980 года в городе Кошице, Кошицкий край. Активно заниматься санным спортом начала в возрасте десяти лет, в 1995 году прошла отбор в национальную сборную и стала принимать участие в различных международных стартах. Дебют на взрослом Кубке мира состоялся для неё в сезоне 1998/99, на этапе в немецком Оберхофе Саболова показала шестнадцатое время. В сезоне 2000/01 поднялась в мировом рейтинге саночниц до двадцатой позиции, кроме того, закрыла десятку сильнейших в командных соревнованиях на чемпионате мира в канадском Калгари. Благодаря череде удачных выступлений удостоилась права защищать честь страны на Олимпийских играх 2002 года в Солт-Лейк-Сити, где впоследствии финишировала двадцать первой.
На чемпионате Европы 2003 года в латвийской Сигулде немного не дотянула до подиума, оставшись на четвёртом месте женской одиночной программы. В 2004 году на мировом первенстве в Нагано заняла десятое место среди одноместных саней и пятое в командных состязаниях — этот результат оказался лучшим на чемпионатах мира во всей её карьере. Год спустя на этапе Кубка мира в американском Парк-Сити завоевала серебряную медаль, уступив первую позицию титулованной немке Зильке Отто. В 2006 году Саболова ездила соревноваться на Олимпийские игры в Турин, планировала побороться там за призовые места, но в итоге приехала только девятнадцатой.
Дальнейшие её выступления проходили приблизительно с тем же успехом, регулярные попадания в двадцатку лучших чередовались с неудачными заездами, так, в общем зачёте Кубка мира 2008/09 после всех этапов она заняла неутешительную двадцать шестую строку общего зачёта. В 2010 году отправилась на Олимпиаду в Ванкувер, где выступила сравнительно лучше своих предыдущих олимпийских попыток, показав четырнадцатое время. Последним крупным международным соревнованием для неё стал чемпионат мира 2011 года в итальянской Чезане, закончившийся пятнадцатым местом женского одиночного разряда. Сразу после этих соревнований Вероника Саболова приняла решение завершить карьеру профессиональной спортсменки, уступив место молодым словацким саночницам.
Ныне проживает в родном Кошице, где работает спортивным инструктором. В свободное время любит танцевать, слушать музыку, кататься на горном велосипеде и путешествовать.